# Jeff Lindsay
Jeffry P. Freundlich (Miami, 14 juli 1952), vooral bekend onder zijn pseudoniem Jeff Lindsay, is een Amerikaanse toneelschrijver en misdaadromanschrijver. Hij is vooral bekend vanwege zijn romans over sociopathische burgerwacht Dexter Morgan. Deze boekenreeks is tevens de basis voor de gelijknamige televisieserie. Daarnaast schrijft Lindsay ook poëzie, toneelstukken en televisieseries, en maakt hij nummers voor zijn band Wildfire.
Lindsay is getrouwd met schrijfster Hilary Hemingway. Het stel heeft drie kinderen.